# Biogno-Beride TI

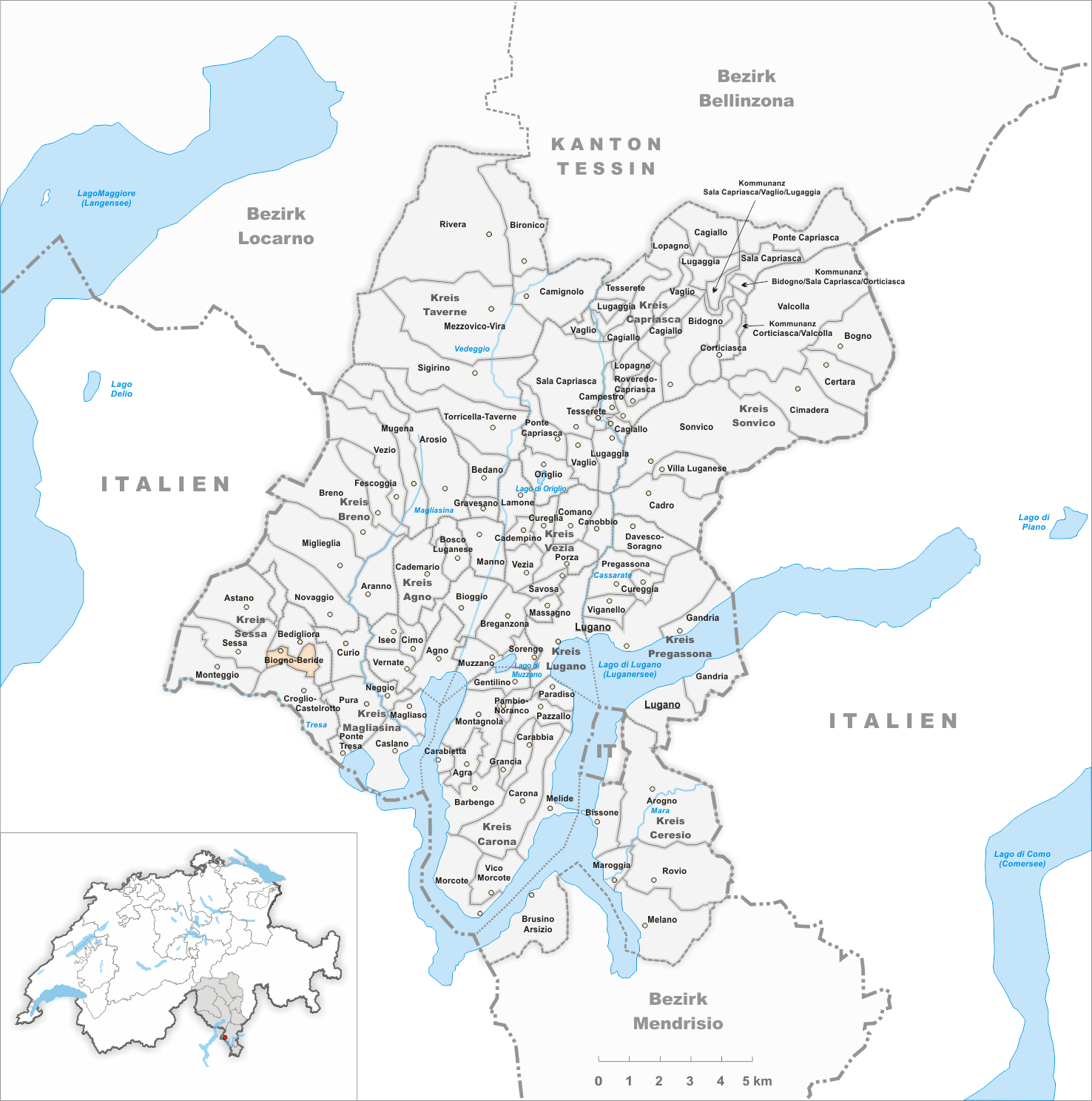
Gemeindestand vor der Fusion von 1976

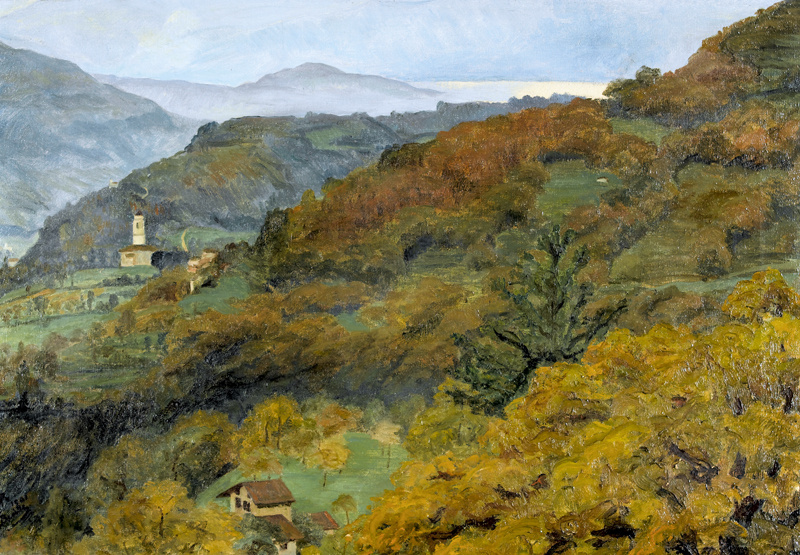
Landschaft bei Beride

Biogno-Beride ist Teil der Tessiner politischen Gemeinde Tresa.

## Geographie
Das Dorf Biogno liegt auf 515 m ü. M. im mittleren Malcantone, am Nordhang des Tales der Tresa und 3,5 km nordwestlich der Station Ponte Tresa TI der Linie Lugano-Ponte Tresa.

## Geschichte
Fast am Ende des zehnjährigen Kriegs zwischen Como und Mailand (1118–1127) zerstörten die Mailänder Truppen die zum Comer Besitz gehörende Burg Albeleto (Beride). Das Dorf wurde 1301 erstmals erwähnt. Die vicinia sandte 1419 ihre Vertreter zur Leistung des Treueids an die Grafen Rusca, die Herren des Luganertals. Biogno und Beride bildeten zwei durch eine einzige Munizipalität verwaltete Gemeinden.
Die damaligen Gemeinden Biogno-Beride und Castelrotto fusionierten 1976 mit Croglio, welches 2021 in der neuen Gemeinde Tresa aufging.

## Bevölkerung

### Bevölkerungsentwicklung
Einwohnerzahlen: Volkszählungsdaten

## Sehenswürdigkeiten
- In Ortsteil Biogno: Oratorium Santi Carlo e Sebastiano[3]
- Wohnhaus Marcoli mit Malereien[3]
- Im Ortsteil Beride: Oratorium San Fermo[3]
- Wohnhaus Giglia-Della Giovanna[3]

## Persönlichkeiten
- Giovanni Marcoli (1856–1914), (Herkunftsort Biogno, Fraktion der Gemeinde Croglio), Priester, Monsignore, Gründer des Patronato Pro Mutis für die Erziehung und Betreuung der Gehörlosen in Brescia[4]
- Francesco Bolli (1890–1970), Sekundarlehrer in Lugano[5]
- Natale Marcoli (* 25. Dezember 1893 in Biogno; † um 1986 ebenda), (Bürgerort Biogno), Sekundarlehrer in Lugano, 16. Juni 1929 in Bedigliora Mitgründer und Mitglied der Società Pro Malcantone[6]
- Pietro Marcoli (* 1942 in Novaggio), (Bürgerort Biogno), Geometer in Novaggio
- Gino Pezzani (* 11. September 1911 in Biogno-Beride; † um 1990 in Lugano), Maler und Zeichner[7]
- Ferruccio Marcoli (* 1944 in Cademario; † 13. Oktober 2022 in Lugano), aus Biogno, er studierte Psychopädagoge und Philosoph, Psychotherapeut und Sozialanalytiker, gründete das Istituto Ricerche di gruppo in Besso, dessen Stiftungsrat er vorsass, und war Ehrenpräsident der Vereinigung für Generative Psychologie der italienischen Schweiz (APGSI). Er ist der Erfinder der Methode des Geschichtenerzählens und hat neben mehreren Essays die Bücher: Wilfred R. Bion e le esperienze nei gruppi. Armando Roma, 1988; Il pensiero affettivo. Red Como, 1997; Bello è il brutto, brutto il bello. Edizioni IRG Lugano, 2004, 2010; L’individuo eccezionale. Edizioni IRG Lugano, 2010; Il pensiero affettivo. Edizioni IRG Lugano, 2013, publiziert.[8]